# New Zealand Alpine Club
Der New Zealand Alpine Club (NZAC) (deutsch Neuseeländischer Alpenverein) wurde 1891 gegründet und ist einer der ältesten Alpinen Vereine in der Welt.
Der NZAC ist die nationale Kletterorganisation in Neuseeland und Mitglied des Union Internationale des Associations d’Alpinisme, deren Gründungsmitglied er ist. Der Verein hat über 4400 Mitglieder, die sich auf zwölf Sektionen verteilen (elf in Neuseeland und eine in Australien), plus Mitglieder in anderen Ländern. Er betreibt ein nationales Büro mit Sitz in Christchurch.

## Beschreibung
Der Club fördert aktiv das Klettern in Neuseeland und Übersee. Er veröffentlicht Reiseführer zu den Bergen Neuseelands und ausgewählten Gebieten zum Bergsteigen und macht diese Informationen auch online zugänglich.
Er gibt vierteljährlich die Zeitschrift The Climber (auch online) und das jährliche New Zealand Alpine Journal heraus. Das NZAJ wurde bis zur Ausgabe von 2016 in einer Kooperation mit der Universität Innsbruck digitalisiert und steht online zur Verfügung. Der NZAC besitzt 17 Hütten und Schutzhütten, die Clubmitgliedern und anderen Kletterern zur Verfügung stehen. In den meisten Sektionen finden Anfängerkurse für Kletterer statt. Der Club bietet auch Kurse für Fortgeschrittene an. Der NZAC sponsert die jährliche nationale Boulder-Serie im Sommer an vier Standorten sowie bei anderen lokalen und nationalen Wettkampfkletterveranstaltungen.
Neuseeland ist ein sehr bergiges Land und Bergsteigen ist dort seit langem beliebt. Die Möglichkeiten zum Bergsteigen konzentrieren sich vor allem auf die Neuseeländischen Alpen, die die Südinsel der Länge nach durchziehen. Andere Bereiche sind die Kaikoura Ranges, Arrowsmith Range, Mount Taranaki und das Volcanic Plateau mit den Mounts Ruapehu, Ngauruhoe und Tongariro.
Klettern zieht viele Teilnehmer in Neuseeland an und die abwechslungsreiche Topographie sowie unterschiedlichen Felsarten bieten Möglichkeiten zum Klettern in einigen Städten wie Auckland, Christchurch und Dunedin oder innerhalb einer Autostunde von den meisten anderen Städten. Eisklettern, Bouldern, Sportklettern und Traditionelles Klettern sind alle gut etabliert.

## Geschichte
Der NZAC wurde im Jahr 1891 gegründet. Zum Eröffnungstreffen am 11. März war von George Edward Mannering sowie Arthur Paul Harper geladen worden. Ende Juli des Jahres trafen sich 14 Mitglieder unter dem Vorsitz von Frederick Wollaston Hutton, die die ersten Wahlen abhielten und dem Club eine Verfassung gaben. Vorbild war der Alpine Club. Es wurde zudem beschlossen, die Geschichte und das Andenken an die Pioniere und Entdecker des Landes aufzuzeichnen, auch wenn diese teils keine alpinen Arbeiten im engeren Sinne erbracht hatten. 27 Mitglieder wurden an dem Abend bestätigt. Hutton wurde zum Vizepräsidenten ernannt, während Leonard Harper in Abwesenheit zum Präsidenten gewählt wurde.
In den ersten Jahrzehnten stand der Club ausschließlich unter männlicher Leitung. Mavis Davidson leitete daher erste Schritte zur Gründung eines New Zealand Women’s Alpine Club ein. Um eine solche Abspaltung zu umgehen, wurde sie 1952 als erste Frau in den Vorstand gewählt.
Die Bekanntheit des Bergsteigens in Neuseeland wurde durch den Aufstieg von Sir Edmund Hillary und Tenzing Norgay der Britischen Mount-Everest-Expedition 1953 gefördert. Hillary gehört zu den bekanntesten und am meisten verehrten Neuseeländern und war ein lebenslanges Mitglied der NZAC. Andere NZAC-Mitglieder haben in vielen Bergregionen Erstbesteigungen absolviert, darunter im Himalaya, in der Antarktis und in den Anden.

## Persönlichkeiten

### Präsidenten des NZAC
Chronologische Übersicht über alle Präsidenten seit Gründung. Die normale Amtszeit dauert zwei Jahre.
| Amtszeit  | Präsident/in               | Lebenszeit | Anmerkung               |
| --------- | -------------------------- | ---------- | ----------------------- |
| 1891–1893 | Leonard Harper             | 0000–1915  | erster Präsident        |
| 1893–1895 | Frederick Wollaston Hutton | 1836–1905  |                         |
| 1895–1896 | Frank Graham               |            |                         |
| 1896–1914 | J. T. Meeson               |            |                         |
| 1914–1932 | Arthur Paul Harper         | 1865–1955  |                         |
| 1932–1934 | George Edward Mannering    | 0000–1948  |                         |
| 1934–1936 | Hugh Francis Wright        | 0000–1939  |                         |
| 1936–1937 | Ebenezer Teichelmann       | 1859–1938  |                         |
| 1937–1939 | Hugh Campbell Chambers     | 0000–1953  |                         |
| 1939–1941 | Roland Ellis               | 0000–1966  |                         |
| 1941–1942 | Arthur Paul Harper         | 1865–1955  | Wiederwahl zum Jubiläum |
| 1942–1943 | Geoffrey Winthrop-Young    | 0000–1958  |                         |
| 1943–1945 | Patrick Marshall           | 0000–1950  |                         |
| 1945–1947 | Charles Buchanan           | 0000–1960  |                         |
| 1947–1949 | Jock A. Sim                | 0000–1967  |                         |
| 1949–1951 | S. Archie Wiren            | 0000–1970  |                         |
| 1951–1953 | Harry J. Stevenson         | 0000–1993  |                         |
| 1953–1955 | Jim H. Rose                | 0000–1990  |                         |
| 1955–1957 | Lindsay R. Stewart         | 0000–2010  |                         |
| 1957–1959 | Rod Syme                   | 0000–1994  |                         |
| 1959–1961 | Robert Dick                | 0000–1991  |                         |
| 1961–1963 | C. Neville Johnson         | 0000–2001  |                         |
| 1963–1965 | W. Scott Gilkison          | 0000–1977  |                         |
| 1965–1967 | Edmund Hillary             | 1919–2008  |                         |
| 1967–1969 | Andrew R. Craigie          | 0000–1984  |                         |
| 1969–1971 | Francis W. Newmarch        | 0000–2000  |                         |
| 1971–1973 | H. Colin Gray              | 0000–1986  |                         |
| 1973–1975 | Norman D. Hardie           | 0000–2017  |                         |
| 1975–1977 | Gordon E. Hasell           | 0000–2018  |                         |
| 1977–1979 | Margaret D. L. Fyfe        |            |                         |
| 1979–1981 | Graham J. McCallum         |            |                         |
| 1981      | R. G. Cunninghame          |            |                         |
| 1981–1983 | Bruce D. Farmer            |            |                         |
| 1983–1985 | W. K. Allan Berry          | 0000–2021  |                         |
| 1985–1987 | Richard Pearson            |            |                         |
| 1987–1989 | Hugh F. M. Logan           |            |                         |
| 1989–1991 | Geoff V. Gabites           |            |                         |
| 1991–1993 | Ross Cullen                |            |                         |
| 1993–1995 | Richard Pearson            |            |                         |
| 1995–1997 | Walter Fowlie              | 0000–2012  |                         |
| 1997–1999 | Gordon E. Hasell           | 0000–2018  |                         |
| 1999–2001 | John M. Nankervis          | 0000–2022  |                         |
| 2001      | R. N. McKegg               | 0000–2011  |                         |
| 2001–2003 | Charles F. Tanner          |            |                         |
| 2003–2005 | David A. C. Bamford        |            |                         |
| 2005–2007 | Judith M. Reid             |            |                         |
| 2007–2009 | Philip Doole               |            |                         |
| 2009–2011 | Peter Cammell              |            |                         |
| 2011–2013 | Stuart Gray                |            |                         |
| 2013–2015 | John Cocks                 |            |                         |
| 2015–2017 | Penny Brothers             |            |                         |
| 2017–2020 | John Palmer                |            |                         |
| 2020–2021 | Lindsay Smith              |            |                         |
| 2021–2023 | Clare Kearney              |            |                         |
| 2023      | Jim Petersen               |            |                         |

### Weitere bekannte Mitglieder
- Jane Thomson (1858–1944)
- Forrestina Elizabeth Ross (1860–1936)
- Malcolm Ross (Vizepräsident) (1862–1930)
- Greta Stevenson (1911–1990)